# Nusco
Nusco – miejscowość i gmina we Włoszech, w regionie Kampania, w prowincji Avellino.
Według danych na 1 stycznia 2022 roku gminę zamieszkiwało 3907 osób (1902 mężczyzn i 2005 kobiet).